# Aloys Aegydius Biber
Aloys Aegydius Biber, kurz auch Aloys Biber (* 1. September 1804 in Ellingen; † 13. Dezember 1858 in München), war ein deutscher Klavier- und Cembalobauer. Er gehört zur Klavierbauerfamilie „Biber“.

## Leben und Werk
Aloys Aegydius Biber erlernte das Klavierbauerhandwerk bei seinem Vater Andreas Clemens und bei seinem Bruder Anton Dominikus Biber in Ellingen. 1833 siedelte er nach München um. 1848 erhielt er dort die Konzession für einen Klavierbaufabrikbetrieb und den Titel „Hof-Pianofabrikant“.
Er entwickelte die englische Klaviermechanik weiter und erfand die sogenannte „Klangmaschine“, die einen kräftigen Glockenton in den höheren Oktaven erzeugte. Für diese Erfindung gab es eine Goldmedaille bei der Industrieausstellung in Mainz im Jahr 1842. Die Instrumente von Aloys Biber erfuhren wegen ihrer „Klangfülle und Einheitlichkeit der Klangfarbe im ganzen Tonbereich“ hohe Wertschätzung.
Alois Biber starb 1858 im Alter von 54 Jahren in München.

## Grabstätte
Die Grabstätte von Alois Biber befindet sich auf dem Alten Südlichen Friedhof in München (Mauer Rechts Platz 249/250 bei Gräberfeld 14) Standort.